# Norðskáli
Norðskáli is een dorp dat behoort tot de gemeente Sunda kommuna in het westen van het eiland Eysturoy op de Faeröer. Norðskáli heeft 237 inwoners. De postcode is FO 460.

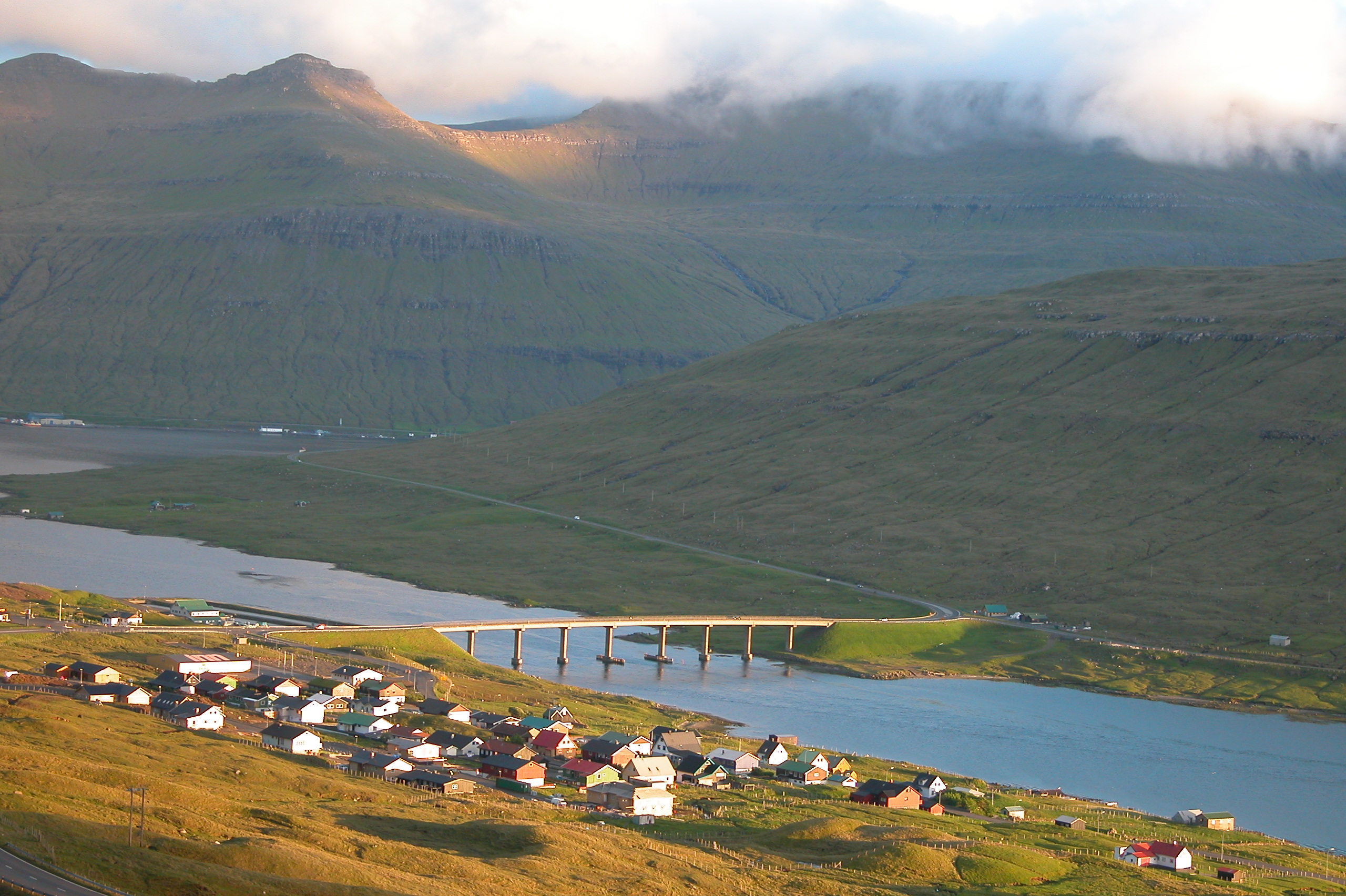
Zicht op Norðskáli